# Luis José Sartorius
Luis José Sartorius y Tapia (Sevilla, 1 de febrero de 1820-Madrid, 22 de febrero de 1871) fue un periodista y político español durante el reinado de Isabel II. Fue el primer  conde de San Luis.

## Biografía
De familia paterna de origen alemán y pariente del antequerano marqués de Cela, también ostentaba el título de vizconde de Priego según relata en sus memorias el conde de Benalúa duque de San Pedro de Galatino:

Sartorius fue agraciado en 1848 por la Reina Isabel con el Condado de San Luis y al mismo tiempo con el título de Vizconde de Priego. Su madre se llamaba doña Joaquina de Tapia y Sánchez de Oviedo, enlazada por parentesco con los Marqueses de Castellón. El actual Conde de San Luis, su hijo, compañero mío de la niñez y cadete conmigo, ha sido también hace pocos años Ministro de la Corona.

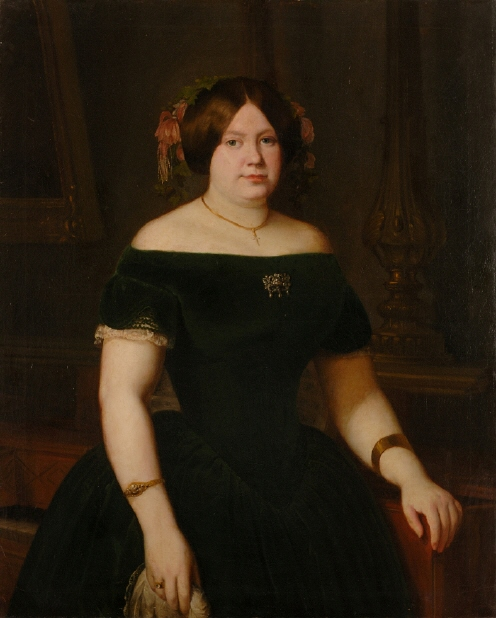
Remedios Chacón, con quien Sartorius contrajo matrimonio el 25 de agosto de 1854, unos días antes de huir a Francia.

Sartorius se formó como autodidacta en periodismo, fundando El Heraldo, periódico que se convirtió en uno de los puntales del Partido Moderado durante el reinado de Isabel II. Desde sus páginas combatió con vehemencia la regencia de Espartero, lo que le permitió en recompensa ser elegido diputado en 1843. Fue ministro de Gobernación con Ramón María Narváez y en el ejercicio de este cargo, en 1849, creó el sello de correos, para regularizar y agilizar la correspondencia en toda España. Desde este puesto controló los procesos electorales y se le atribuye haber falsificado muchos de los resultados en distintas elecciones mientras ocupó el cargo, lo que a la sazón le obligó a dimitir en 1851.

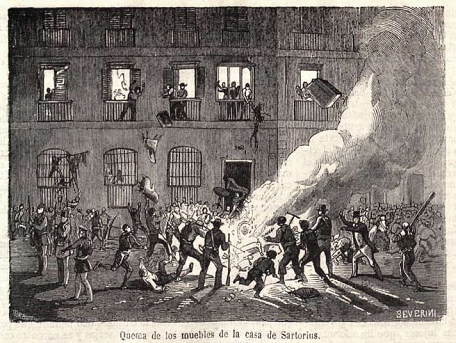
Quema de la casa de Sartorius durante la Revolución española de 1854.

Fue nombrado presidente del Consejo de Ministros el 19 de septiembre de 1853, en plena crisis de los gobiernos moderados desde la caída de Juan Bravo Murillo. Tras perder varias votaciones en el Congreso de los Diputados y el Senado, el 9 de diciembre decidió disolver las Cámaras y gobernar mediante decreto, vulnerando la Constitución de 1845. En este periodo inició la persecución de los moderados adictos a Leopoldo O'Donnell, así como a los progresistas hasta que se produjo La Vicalvarada y, con ella, el fin de la Década Moderada y el paso al Bienio Progresista.

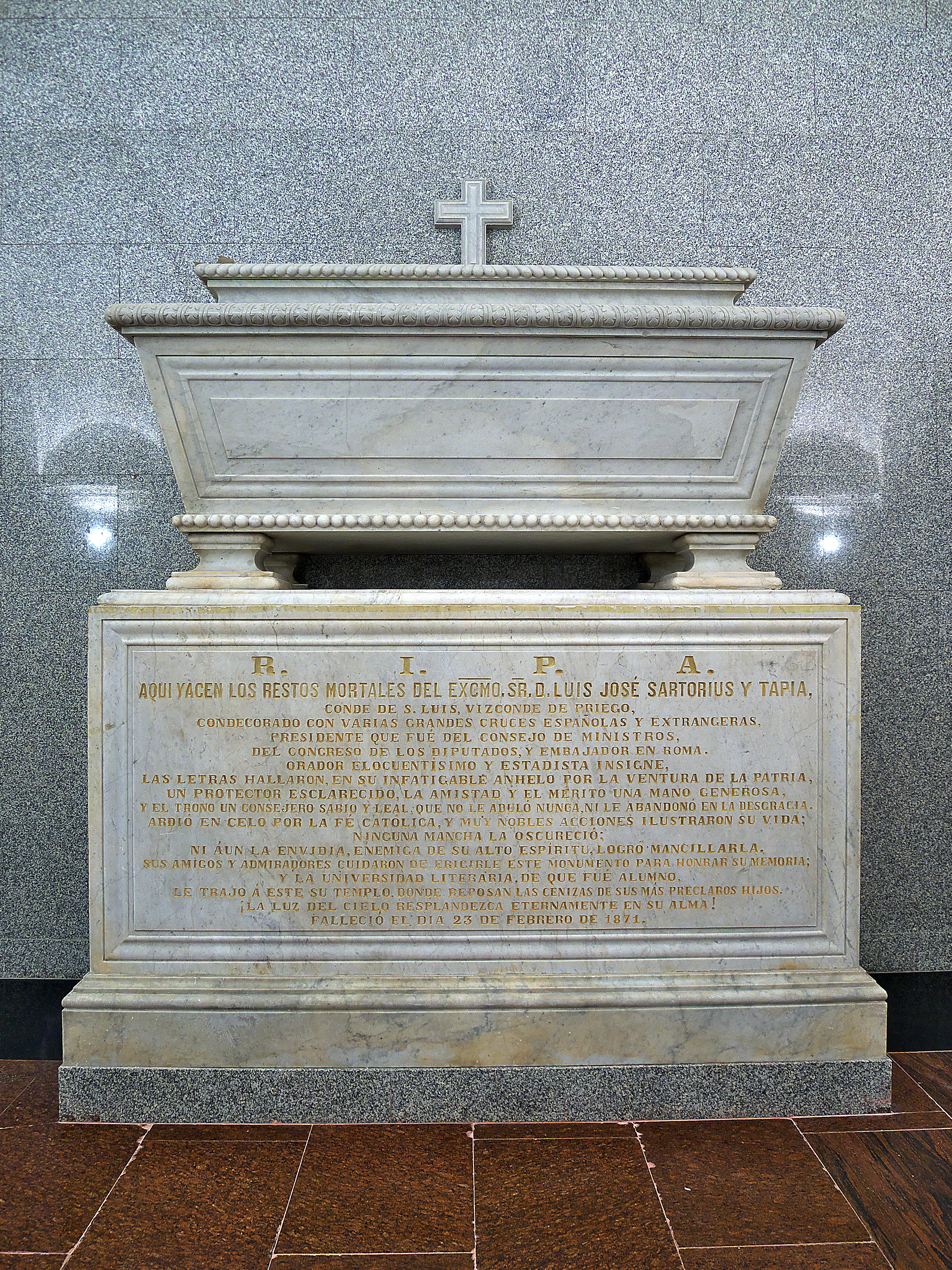
Sepulcro

De su labor cabe destacar, por su proyección ulterior, la reglamentación de la propiedad literaria y su regulación de los derechos de autor, lo que le valió la aureola de mecenas de las letras españolas. El doctor José Valenzuela y Márquez le dedicó en 1854 su obra De la naturaleza de la enajenación mental.
Falleció en Madrid el 23 de febrero de 1871.